# Фабрика окомкования

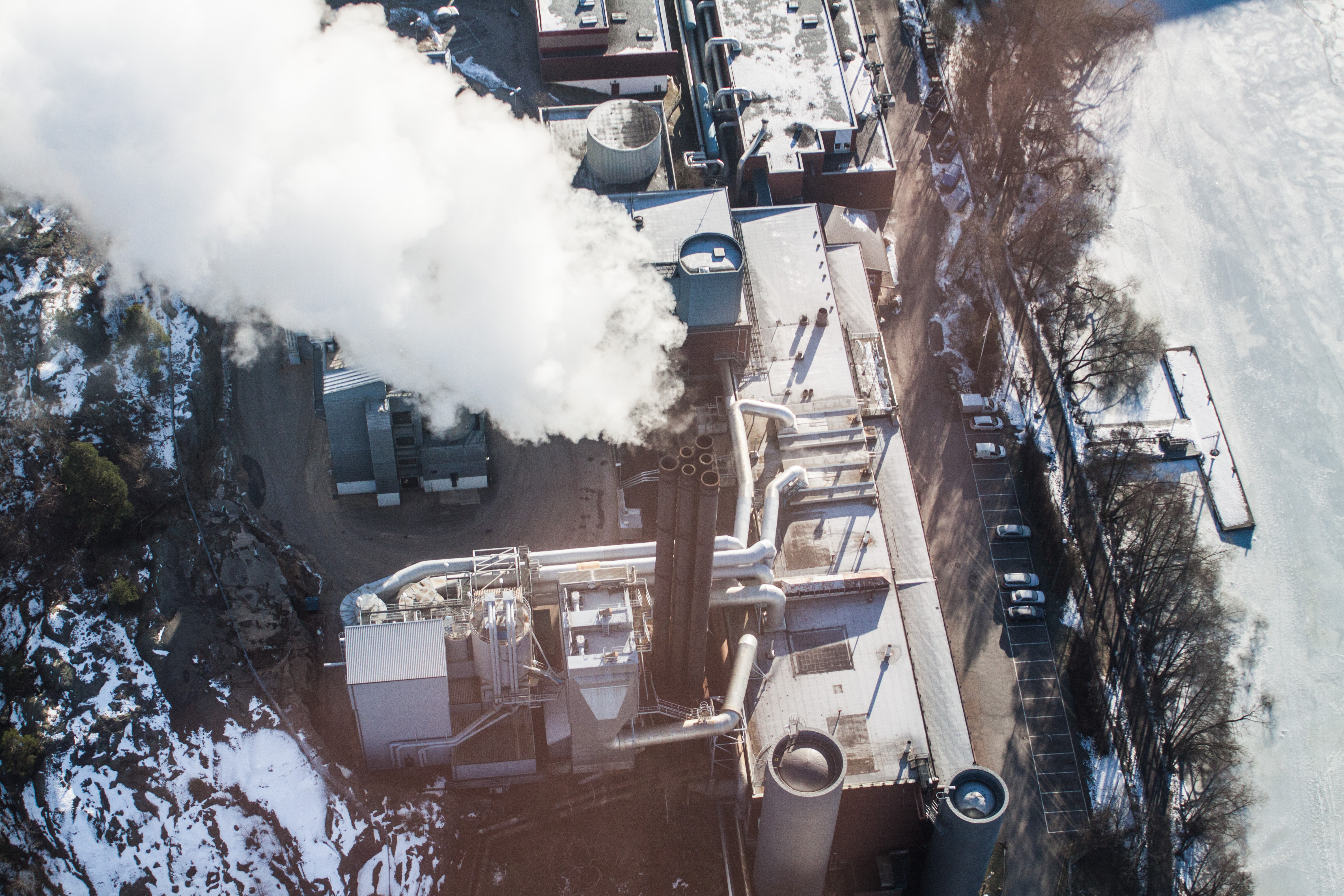
Вид сверху фабрики окомкования в Швеции

Фа́брика окомкова́ния — цех по производству обожжённых окатышей.

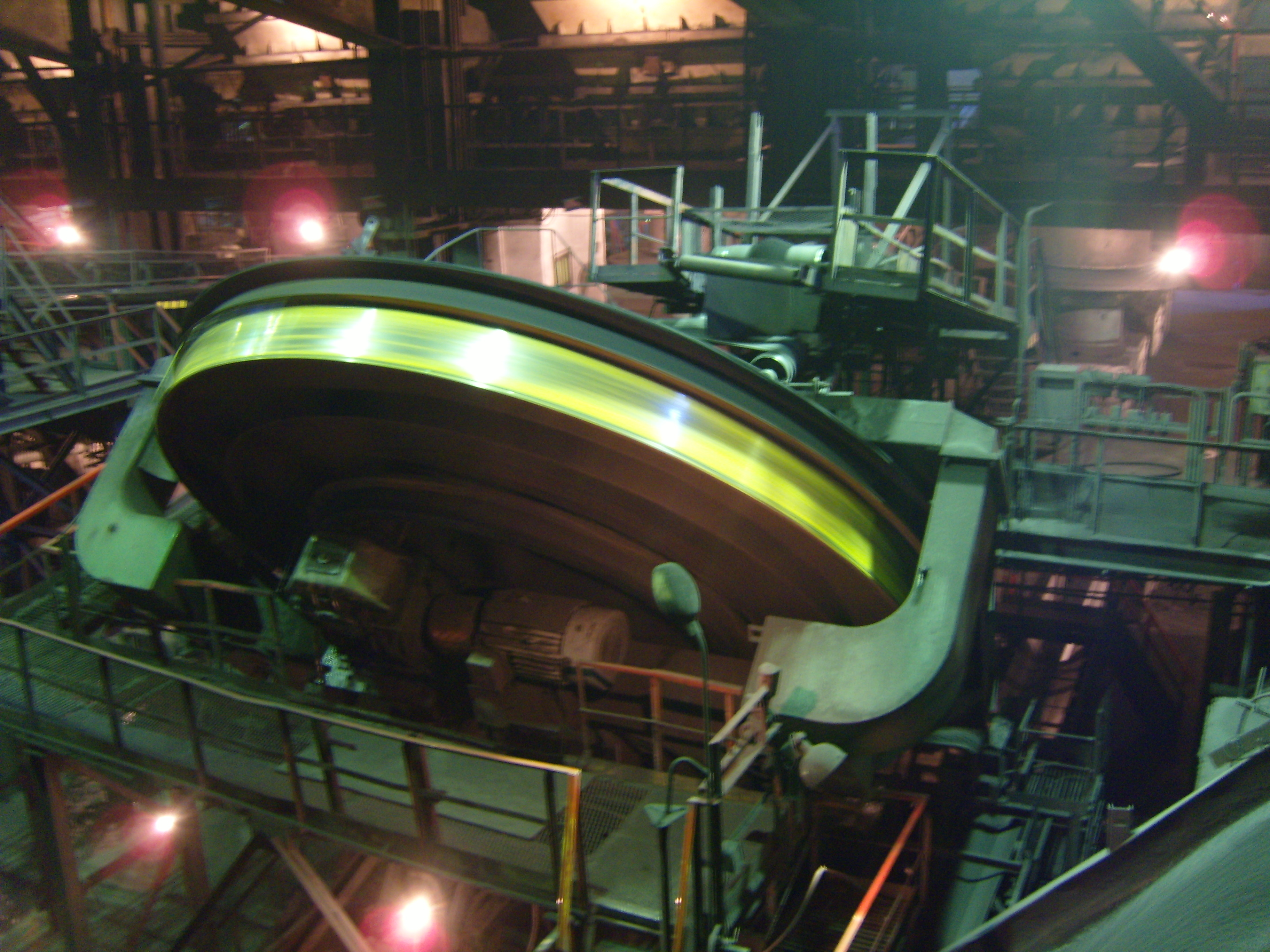
Тарельчатый окомкователь

Название не совсем соответствует фактическому процессу, поскольку под окомкованием обычно подразумевают только процесс производства сырых окатышей. Более правильно название «Фабрика окомкования и обжига окатышей», которое употребляется редко. Как правило, фабрика окомкования является частью горно-обогатительного комбината или металлургического комбината.

## Оборудование

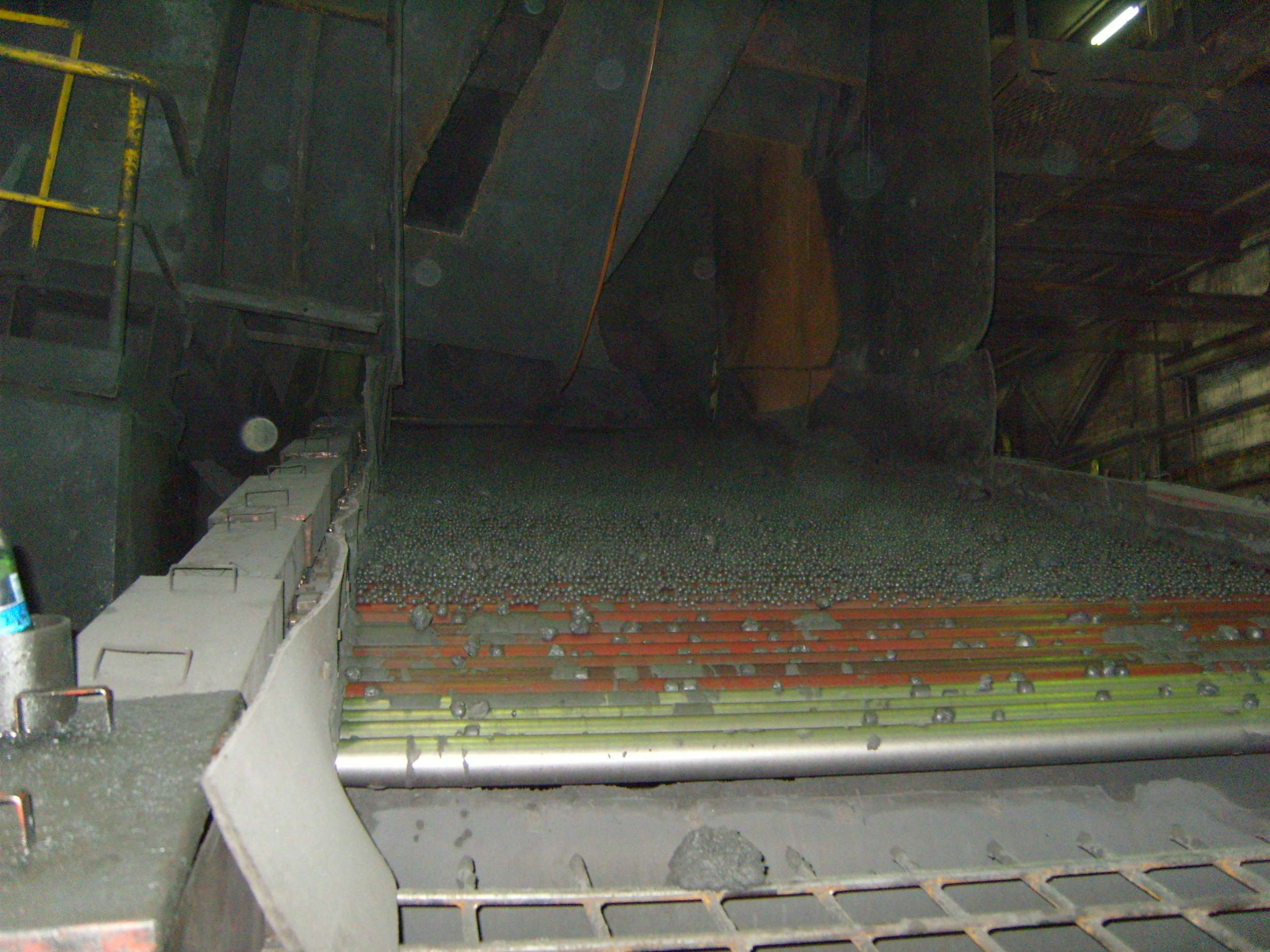
Роликовый грохот для выделения годных для обжига сырых окатышей

Основное оборудование фабрики окомкования включает в себя следующие агрегаты.
- оборудование для сырого окомкования (гранулятор) (на илл.)
- обжиговая машина
- тягодутьевое оборудование
- охладитель окатышей (если зона охлаждения вынесена за пределы обжиговой машины)
- оборудование для грохочения сырых и обожжённых окатышей
- погрузочные бункера
- конвейерные линии

Одна из новейших фабрик окомкования в России запущена 29 ноября 2016 года на Стойленском ГОКе.

## Основные процессы

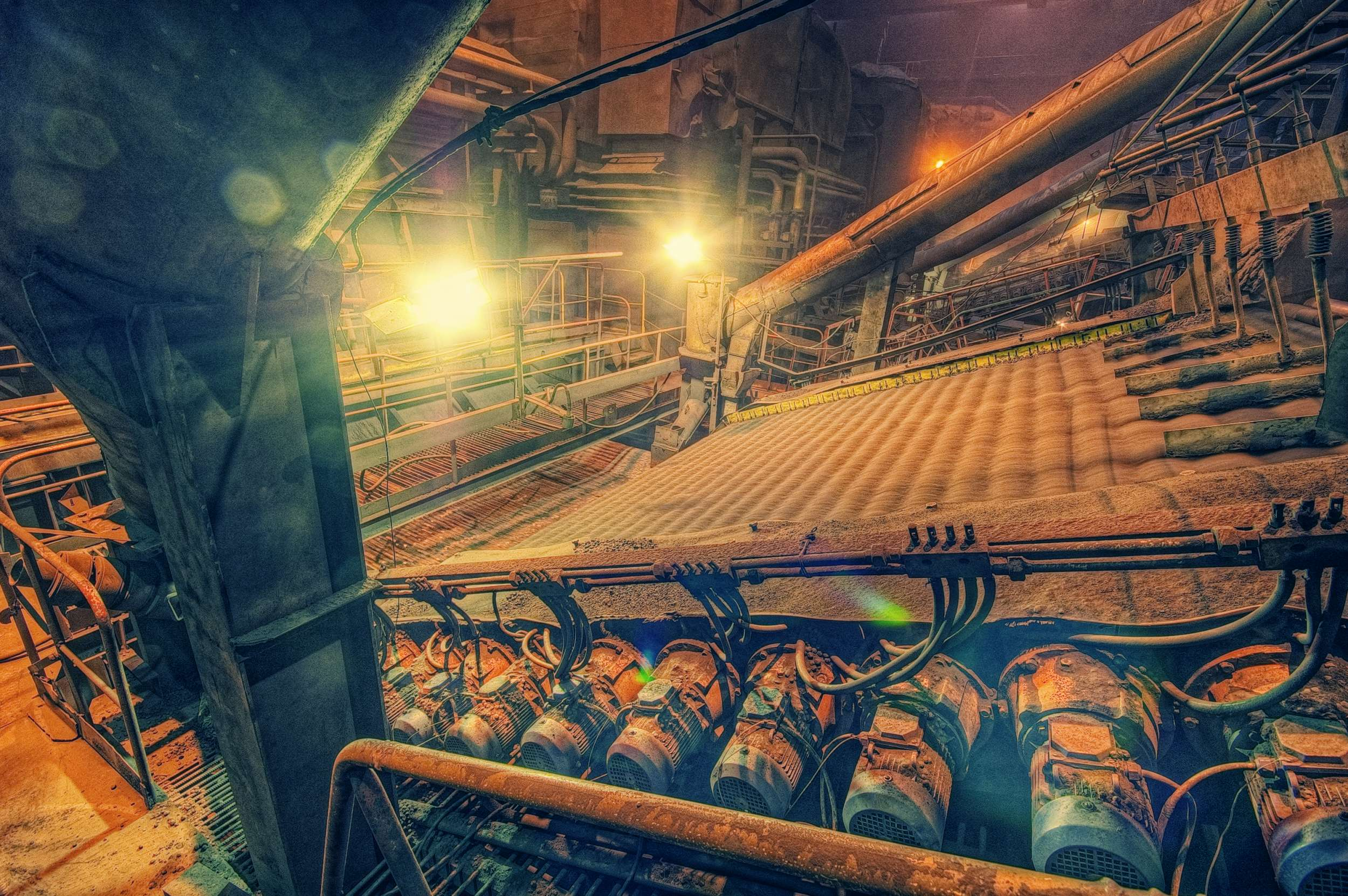
Роликовый питатель для загрузки сырых окатышей на обжиговые тележки

Примерные процессы, протекающие на фабрике окомкования, оборудованной конвейерной обжиговой машиной:
Кусковой известняк, разгружаемый из вагонов вагоноопрокидывателе, по конвейерам поступает на склад. Из склада известняк поступает на молотковую дробилку. Дроблёный известняк подаётся на измельчение в шаровую барабанную мельницу. Подача измельченного продукта на окомкование производится пневмосистемой. Бентонит, поступающий на фабрику, подаётся в накопительные емкости. При поступлении бентонита в кусковом виде он измельчается в дробилках, сушится в барабанной сушилке и пневмосистемой подаётся на окомкование. Отфильтрованный концентрат подаётся конвейерами в бункеры. Дозирование компонентов шихты выполняется тарельчатыми питателями, с помощью конвейерных весов или ленточными дозаторами.
Смешивание шихты производится в шнековых, роторных, барабанно-вихревых или барабанных смесителях. Смешанная шихта системой конвейеров подается в барабанный или чашевый окомкователи, работающие в замкнутом цикле с грохотами сырых окатышей (на илл.). При установке чашевых окомкователей грохоты обычно не применяются. Далее сырые окатыши подаются на качающийся или челноковый укладчик, распределяющий окатыши равномерно по ширине промежуточного конвейера или роликового питателя, а затем роликовым питателем (на илл. слева) окатыши загружаются на обжиговые тележки обжиговой машины с одновременным выделением мелочи (менее 5 мм), которая системой конвейеров направляется на доокомкование. Обожженные и охлажденные на обжиговой машине (или в выносном охладителе) окатыши разгружаются в бункер и после сортировки на самобалансных грохотах направляются на склад.